# Close Up (singolo)
Close Up è un singolo del rapper statunitense Blueface, pubblicato il 10 ottobre 2019. Il brano vede la collaborazione del cantante e rapper statunitense Jeremih.

## Tracce
1. Close Up – 2:55